# Гунфрид I
Гунфрид I (нем. Hunfried I., лат. Hunfridus I; умер около 835) — маркграф Истрии (не ранее 804 — около 835) и граф Реции (около 806 — около 835).

## Биография
Точное происхождение Гунфрида I не известно. Предполагается, что он был выходцем из знатной франкской или алеманнской семьи. Возможно, Гунфрид принадлежал к роду Бурхардингов.
Первое свидетельство о Гунфриде I в современных ему источниках датировано 7 февраля 806 года. В этом документе, а также в хартиях 807—808 годов, он упоминается как «граф Реции» (лат. Reciarum comis) и «граф Кура» (лат. comes Curensis). Возможно, в Реции Гунфрид стал преемником графа Родериха, представителя рода Вельфов. Вероятно, что наделение императором Карлом Великим выходца из рода Бурхардингов владениями в Реции было направлено на снижение влияния в этих землях представителей местной знати, графа Родериха и графа Руодберта из Удальрихингов, владевшего Аргенгау и Линцгау. Получение Гунфридом I власти в Куре стало следствием включения этой области Карлом Великим в Итальянское королевство. Гунфрид стал первым франкским правителем этой области, назначенным императором. Ранее власть в этих землях принадлежала роду Викторидов, многие представители которого были местными епископами. Предполагается, что примерно в то же время Гунфрид получил от Карла Великого и власть над Истрией. Он был здесь преемником герцога Иоанна, последнее упоминание о котором датировано 804 годом.
В 807 году Гунфрид I принял участие в организованном Карлом Великим и аббатом Валдо перенесении мощей в монастырь Райхенау. Согласно преданиям, в том же году Гунфрид посетил Корсику, где приобрёл для императора священные реликвии: ковчег с кровью Иисуса Христа и частицу Животворящего Креста. По свидетельству одного из средневековых авторов, Карл Великий с большим трудом смог найти среди своего окружения того, кто бы согласился отправиться в столь опасную поездку. Позднее часть этих реликвий были подарены императором графу Реции в качестве награды за верную службу. Гунфрид же передал святыни в основанный им женский монастырь в Куре.
В марте-апреле 808 года Гунфрид I и граф Хельмгауд в должности государевых посланцев действовали от имени Карла Великого в Итальянском королевстве. Они посетили сначала Рим, где вели переговоры с папой Львом III, затем королевский двор Пипина в Павии и, наконец, в Равенне встречались с архиепископом Валерием. Вероятно, целью поездки было улаживание конфликта между Пипином и Львом III, вызванного спором о принадлежности острова Корсики.
После этого свидетельства о деятельности Гунфрида I отсутствуют вплоть до 823 года, когда в датированной 4 июня дарственной хартии итальянского короля Лотаря I епархии Комо была упомянута принадлежавшая графу Гунфриду вилла Ранквайль. В мае-июне того же года Гунфрид принял участие в государственной ассамблее Франкской империи, состоявшейся во Франкфурте-на-Майне. В сообщениях источников об этом событии он наделён должностью «граф Кура».
Предполагается, что Гунфрид I тождественен тому упоминаемому во франкских анналах «герцогу Реции» (лат. dux super Redicam), который в 823 или в 824 году вместе с аббатом монастыря Сент-Вааста Аделунгом посылался императором Людовиком I Благочестивым в Рим. Здесь они должны были выяснить обстоятельства убийства двух сторонников Лотаря I, примикирия Теодора и номенклатора Льва, приверженцами папы Пасхалия I. Однако, по свидетельству «Анналов королевства франков», ещё до того как императорские посланцы приступили к расследованию, папа римский торжественно поклялся в своей непричастности к убийству и был признан полностью невиновным. В ноябре Гунфрид и Аделунг возвратились к императору, доложив о итогах своей поездки на государственной ассамблее, проведённой в Компьене.
Сообщение о итальянской миссии Гунфреда I — последнее точно датированное упоминание о нём в современных ему источниках. Предполагается, что он мог скончаться около 835 года.
На основании упоминания имени Гунфрида в «книгах побратимов» аббатств Райхенау и Санкт-Галлен делается вывод о том, что он был женат на Гитте из рода Удальрихингов. По одному из предположений, она была племянницей или дочерью графа Винцгау Герольда и близкой родственницей герцога Эрика Фриульского, по другому — дочерью графа Удальриха I. Источники из Райхенау и Санкт-Галлена также свидетельствуют о том, что сыновьями Гунфрида I были унаследовавший после него власть над Рецией Адальберт I, граф Барселоны Одальрик и Гунфрид II, бывший после отца маркграфом Истрии, основатель швабской линии Бурхардингов. В одной из хартий упоминаются имена четырёх дочерей Гунфрида: Лиутсвинды, Гитты, Иммы и Абы.
Являясь одним из приближённых Каролингов, Гунфрид I заложил основы будущего процветания своей семьи, по его имени получившей название Гунфридинги. Впоследствии его потомки служили при дворах правителей Восточной и Западной Франкий, а также Италии.